# 10453 Banzan
10453 Banzan è un asteroide della fascia principale. Scoperto nel 1977, presenta un'orbita caratterizzata da un semiasse maggiore pari a 3,0559048 UA e da un'eccentricità di 0,1696573, inclinata di 1,93826° rispetto all'eclittica.